# Eleição municipal de Rio Branco em 2000
A eleição municipal de Rio Branco em 2000 ocorreu em 1 de outubro do mesmo ano, para a eleição de um prefeito, um vice-prefeito e os demais vereadores da cidade. O prefeito Mauri Sérgio (PMDB) terminaria seu mandato em 1 de janeiro de 2001. Flaviano Melo (PMDB) foi eleito prefeito em primeiro turno, visto que na época o município possuía menos de 200 mil habitantes, governando a cidade pelo período de 1º de janeiro de 2000 a 31 de dezembro de 2004.

## Candidatos a prefeito
|  | Nº | Candidato(a) a prefeito | Candidato(a) a prefeito                               | Candidato(a) a vice-prefeito | Candidato(a) a vice-prefeito                   | Coligação |
|  | -- | ----------------------- | ----------------------------------------------------- | ---------------------------- | ---------------------------------------------- | --- |
|  | 28 |                         | Neris Gouveia (PRTB) Antonio Neris Gouveia            |                              | Nivaldo Borges (PRTB) Nivaldo Borges de Paiva  | Partido não coligado - Partido Renovador Trabalhista Brasileiro (PRTB) |
|  | 15 |                         | Flaviano Melo (PMDB) Flaviano Flávio Baptista de Melo |                              | Isnard Leite (PPB) Isnard Bastos Barbosa Leite | "Movimento Democrático Acreano" - Partido do Movimento Democrático Brasileiro (PMDB) - Partido Progressista Brasileiro (PPB) - Partido da Frente Liberal (PFL) |
|  | 14 |                         | Zé Raimundo (PTB) José Raimundo Barrozo Bestene       |                              | Sérgio Cunha (PMN) Sérgio de Oliveira Cunha    | "União Pela Liberdade" - Partido Trabalhista Brasileiro (PTB) - Partido da Mobilização Nacional (PMN) - Partido da Reedificação da Ordem Nacional (PRONA) |
|  | 13 |                         | Raimundo Angelim (PT) Raimundo Angelim Vasconcelos    |                              | Antonio Monteiro (PT) Antonio Monteiro Neto    | "Frente Popular do Acre" - Partido dos Trabalhadores (PT) - Partido Democrático Trabalhista (PDT) - Partido Liberal (PL) - Partido Popular Socialista (PPS) - Partido Socialista Brasileiro (PSB) - Partido Verde (PV) - Partido da Social Democracia Brasileira (PSDB) - Partido Comunista do Brasil (PCdoB) - Partido Trabalhista do Brasil (PTdoB) |

## Resultado da eleição para prefeito
| 1º Turno 1 de outubro de 2000 | 1º Turno 1 de outubro de 2000 | 1º Turno 1 de outubro de 2000 | 1º Turno 1 de outubro de 2000 |
| Candidato(a)                  | Vice                          | Votação                       | Votação                       |
| Candidato(a)                  | Vice                          | Total                         | Porcentagem                   |
| ----------------------------- | ----------------------------- | ----------------------------- | ----------------------------- |
| Flaviano Melo (PMDB)          | Isnard Leite (PPB)            | 54.990                        | 47,81%                        |
| Raimundo Angelim (PT)         | Antonio Monteiro (PT)         | 51.539                        | 44,81%                        |
| Zé Raimundo (PTB)             | Sérgio Cunha (PMN)            | 8.003                         | 6,96%                         |
| Neris Gouveia (PRTB)          | Nivaldo Borges (PRTB)         | 488                           | 0,42%                         |
| Total de votos válidos        | Total de votos válidos        | 115.020                       | 100,00%                       |
| Votos apurados                |                               |                               |                               |
| Votos válidos                 | Votos válidos                 | 115.020                       | 92,38%                        |
| Votos em branco               | Votos em branco               | 1.616                         | 1,30%                         |
| Votos nulos                   | Votos nulos                   | 7.871                         | 6,32%                         |
| Total de votos apurados       | Total de votos apurados       | 124.507                       | 100,00%                       |
| Eleitores                     |                               |                               |                               |
| Comparecimento                | Comparecimento                | 124.507                       | 81,29%                        |
| Abstenções                    | Abstenções                    | 28.654                        | 18,71%                        |
| Total de eleitores            | Total de eleitores            | 153.161                       | 100,00%                       |

| Partido | Partido | Candidato        | Votos   | Votos (%) |
| ------- | ------- | ---------------- | ------- | --------- |
|         | PMDB    | Flaviano Melo    | 54 990  | 47,81%    |
|         | PT      | Raimundo Angelim | 51 539  | 44,81%    |
|         | –       | Outros           | 8 491   | 7,38%     |
| Totais  | Totais  | Totais           | 115 020 |           |